# Orlando Tognotti
Orlando Virgilio Tognotti (La Spezia, 24 gennaio 1904 – Roma, 7 marzo 1963) è stato un calciatore e allenatore di calcio italiano, di ruolo difensore.
Era conosciuto anche come Tognotti II per distinguerlo dal fratello calciatore e compagno di squadra allo Spezia Arrigo Tognotti I.

## Carriera

### Giocatore
Terzino formatosi nell'Unione Veloce Juventus di La Spezia, inizia la carriera nello Spezia, con il quale disputa quattro campionati di massima serie e due in serie cadetta.
Nel 1927 passa al Genoa, esordendovi il 24 giugno 1928 nel pareggio casalingo per 1-1 contro il Casale, e con il Grifone ottiene un secondo posto in massima serie nella stagione 1927-1928 e l'accesso alla Coppa dell'Europa Centrale 1929.
Nel 1929 Tognotti viene acquistato dalla Lazio, con la quale disputa i primi tre campionati di Serie A a girone unico, collezionando 64 presenze  senza ottenere risultati di rilievo.
Successivamente si trasferisce al Terni, piazzandosi al settimo posto del Girone G della Prima Divisione 1932-1933.
La stagione seguente passa al Pisa, club con cui ottiene la promozione in Serie B 1934-1935, avendo vinto il Girone finale B.

### Allenatore
Una volta conclusa la carriera da calciatore, intraprende la carriera di allenatore, che inizierà nelle giovanili dell'Ascoli, arrivando nel 1936 a guidare anche la prima squadra, per poi allenare nelle stagioni seguenti formazioni abruzzesi, come Teramo e Chieti, e durante il periodo bellico squadre capitoline come l'Alba Motor (in seguito Alba Roma e Albatrastevere) ed il Poligrafico Roma.
Sul finire della stagione 1947-1948 viene chiamato dalla Lazio, sua ex squadra, venendo esonerato all'inizio dell'annata 1948-1949.
Nel Catanzaro il tecnico ligure rimane invece per alcune stagioni, dal 1952 al 1956. Vince anche lo scudetto Dilettanti 1952-1953, che rimane ancora oggi l'unico trofeo della storia dei giallorossi, per poi fare ritorno a Chieti.

## Palmarès

### Giocatore
- Seconda Divisione: 1

Spezia: 1925-1926

### Allenatore
- Scudetto Dilettanti: 1

Catanzaro: 1952-1953